# Frederic Hauge

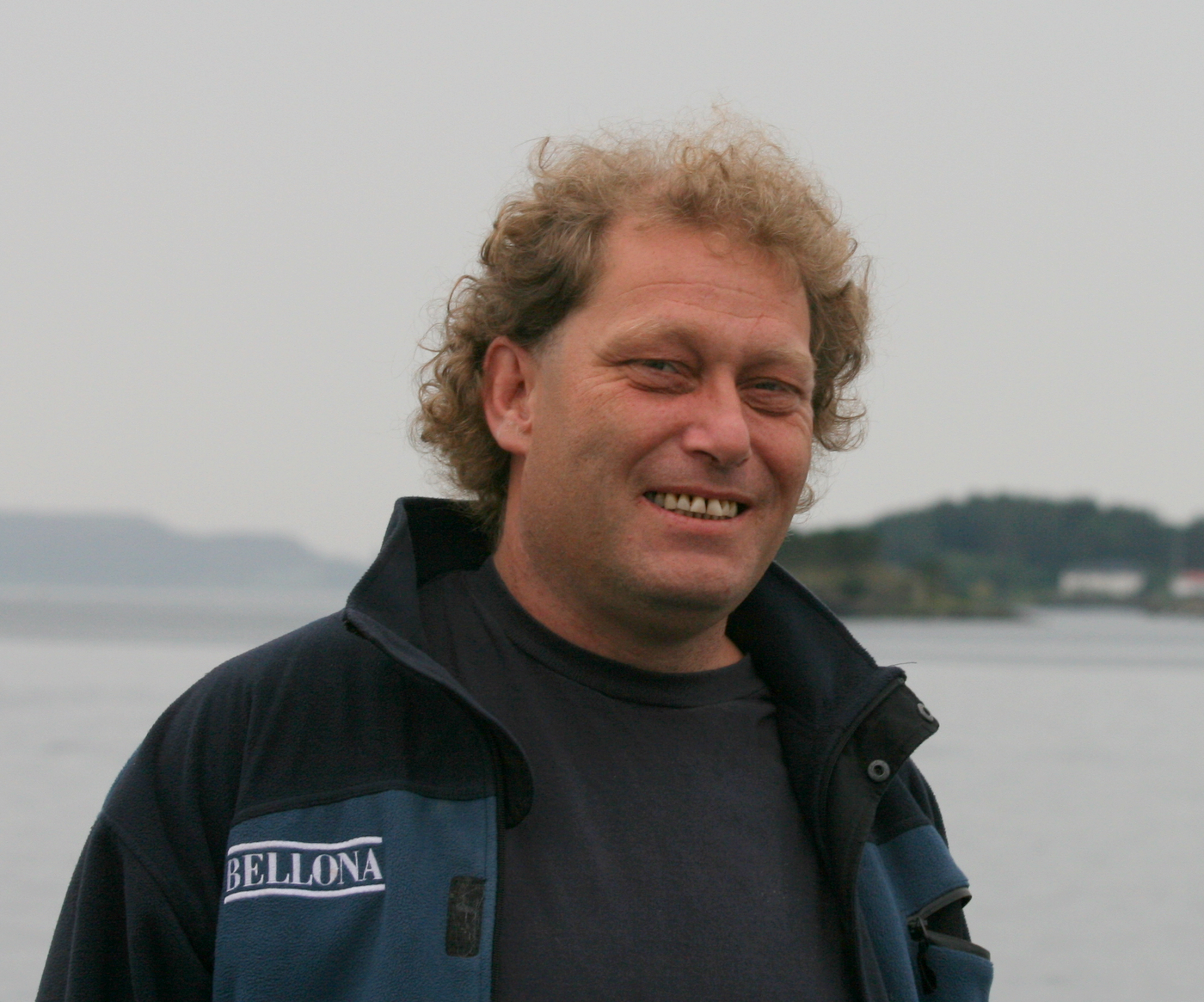
Frederic Hauge 2008

Frederic Hauge (* 15. August 1965 in Sandefjord, Norwegen) ist ein  Aktivist der Umweltschutzbewegung in Norwegen.
Nachdem er zunächst aktiv im Verband „Natur og Ungdom“ mitgearbeitet hatte, gründete er 1986 zusammen mit Rune Haaland die norwegische Umweltstiftung Bellona, deren Leiter er ist.
Im Oktober 2007 kürte ihn das amerikanische Nachrichtenmagazin „TIME Magazine“ zu einem der „Umwelthelden der Erde“, zusammen u. a. mit Al Gore und Robert Redford. Die Liste „Heroes of the Environment“ enthält insgesamt 45 Namen. Das TIME Magazine bringt jedes Jahr eine Liste der von ihnen erkorenen „Helden der Erde“ und im Jahr 2007 war das Thema dazu eben der Fokus auf Menschen, die sich besonders aktiv für die Umwelt engagieren.

## Leben

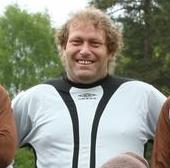
Frederic Hauge 2006

Hauge war seit 1985 Organisationssekretär des Verbands Natur og Ungdom  (norwegische Naturschutzjugend) und wurde in dem Zusammenhang erstmals im NRK-Fernsehen porträtiert.
Seine erste spektakuläre Aktion begann im gleichen Jahr gegen Hydro Polymers (damals ein Tochterunternehmen der Norsk Hydro) in Rafsnes. Drei Aktivisten, darunter Frederic Hauge, kletterten auf den Destillationsturm von Hydro Rafsnes und befestigten dort ein großes Transparent mit der Aufschrift „Fem år med EDC - Hva gjør SFT ?“.
1986 erfolgte die Gründung der Umweltstiftung Bellona. Seit Mitte der 80er-Jahre ist Hauge Teilnehmer und Mitorganisator zahlreicher Demonstrationen und gewaltfreier Aktionen gegen verschiedenste Industrieanlagen, Giftdeponien und dergleichen in ganz Norwegen und im Ausland.
Seit 1996 waren Hauge und die gesamte Bellonastiftung besonders stark engagiert im und um das juristische Verfahren des früheren russischen U-Boot-Kapitäns und Umweltschützers Alexander Nikitin, der aufgrund seiner Zusammenarbeit mit Bellona in Russland wegen Landesverrats und Spionage angeklagt und inhaftiert war. Nikitin drohte die Todesstrafe und sein Verfahren bekam große internationale Aufmerksamkeit. 1999 wurde Nikitin freigesprochen und aus der Haft entlassen. Bellona hatte im Zusammenhang mit dem Prozess Auslagen in Millionenhöhe.

## Auszeichnungen
- 1988 Karl Evangs pris[4]
- 1997 Readers Digest European of the Year
- 2007 TIME Magazine - Hero of the Environment[5]
- 2007 Olav Selvaags minnepris[6]